# Distretto di Muqui
Il distretto di  Muqui è uno dei trentaquattro distretti della provincia di Jauja, in Perù. Si trova nella regione di Junín e si estende su una superficie di  11,74 chilometri quadrati.